# Feltomyina polymera
Feltomyina polymera är en tvåvingeart som beskrevs av Alexander 1936. Feltomyina polymera ingår i släktet Feltomyina och familjen gallmyggor.
Artens utbredningsområde är Panama. Inga underarter finns listade i Catalogue of Life.